# Sărățeni
Sărățeni es una comuna ubicada en el distrito de Ialomița, Rumania.

## Superficie
Cuenta con una superficie de 31,45 kilómetros cuadrados.

## Demografía
Hasta 2021 la población era de 1091 habitantes, con una densidad de población de 34,69 habitantes por kilómetro cuadrado.